# Cyprinella monacha
Cyprinella monacha is een straalvinnige vissensoort uit de familie van de eigenlijke karpers (Cyprinidae). De wetenschappelijke naam van de soort is voor het eerst geldig gepubliceerd in 1868 door Edward Drinker Cope.
De soort is in de Rode Lijst van de IUCN opgenomen als "kwetsbaar" omdat ze slechts in hoogstens tien plaatsen voorkomt in een beperkt gebied van minder dan 500 vierkante kilometer, verspreid over een gebied van in totaal 20.000 km2. Dat beslaat (delen van) het stroomgebied van vijf afzonderlijke zijrivieren van de Tennessee River in de staten Tennessee, Virginia en North Carolina. Vroeger was de soort verspreid over het stroomgebied van 12 zijrivieren in Alabama, Georgia, North Carolina, Tennessee en Virginia. De soort wordt bedreigd door watervervuiling en waterbeheerswerken zoals afdammingen van de rivieren. Er is wel een herstelplan in uitvoering en bij succes zou de soort van de lijst van bedreigde soorten kunnen gehaald worden.